# 里山彝族乡
里山彝族乡是中华人民共和国云南省玉溪市通海县下辖的一个民族乡。

## 行政区划
里山彝族乡下辖以下村级行政区划单位：
里山社区、五山村、大黑冲村、中铺村、象平村和芭蕉村。